# Rivière Saint-Denis
La Rivière Saint-Denis è un fiume dell'isola di Riunione.
Attraversa l'omonima città dell'isola e sfocia nell'Oceano Indiano dopo un corso di 14 km.
I suoi principali affluenti sono il Grand Bras e il Bras Guillaume.